# Михайло Крешимир II
Михайло Крешимир II (на хърватски: Mihajlo Krešimir II) е хърватски крал от рода Търпимировичи. Той е по-младият син на крал Крешимир I. След смъртта на баща му на трона се качва неговият брат Мирослав, но хърватски банове начело с Прибина (властел на Лика, недоволен от ограничаването на правомощията му в неговите земи) започват гражданска война и след четиригодишно управление през 949 г. Мирослав е убит и на престола е поставен Михайло. Силно отслабената при Мирослав военна мощ на Хърватия (редуцирана на едва 30 плавателни съда в сравнение с предишните 80 големи и 100 малки кораба при крал Томислав и значително намалената численост на войската от предишните 100 000 пеши и 60 000 конни бойци), сега в годините на царуването на Михайло е възстановена, което позволява на Михайло да завладее на практика цяла Босна – територия, загубена в предните години от брат му Мирослав. В Дуклянската летопис е отбелязано, че Михайло опустошава няколко босненски жупани, една от които Ускоплие, и установява контрол над босненските земи, а банът на Босна, виждайки, че не е в състояние да се бори с него, бяга в Унгария.
През 969 г. Михайло успява да се справи и с арабски пирати в района на италианските брегове на Гаргано, което също е доказателство за възродената сила на хърватския флот.

## Семейство
Михайло Крешимир е женен за Елена Задарска като бракът им спомога за установяването на добри отношения с град Задар и цяла Далмация, която по това време все още е, макар и номинално, под контрола на Византия. Двамата имат син Стефан Държислав, който малолетен наследява Михайло на трона и кралица Елена управлява от негово име като регент. Елена надживява съпруга си със седем години и построява кралския семеен мавзолей в Солин, където е погребано кралското семейство.